# ادانیجا (ویرجینیای غربی)
ادانیجا، غرب ویرجینیا (به انگلیسی: Adonijah, West Virginia) یک منطقهٔ مسکونی در ایالات متحده آمریکا است که در ویرجینیای غربی واقع شده‌است.

## خصوصیات
ادانیجا ۳۲۱٫۸۷ متر بالاتر از سطح دریا واقع شده‌است.